# Eva Fritzsche
Eva Fritzsche (* 4. November 1908 in Berlin; † 4. Mai 1986 ebenda) war eine deutsche Filmschaffende. Sie war die erste weibliche Regisseurin der frühen Deutschen Film-Aktiengesellschaft (DEFA), langjährige Leiterin des Bereichs Synchronfilm der DEFA und später Theaterintendantin in Stralsund, Güstrow und Schwerin.

## Leben und Werk
Fritzsche, Tochter eines Gymnasiallehrers und einer Sportlehrerin, absolvierte nach dem Abschluss des Lyzeums ein Volontariat bei den Berliner Theater- und Kunstgewerbefirmen, die zahlreiche Kinofilme ausstatteten. 1927 entstand über Erwin Piscator, dem sie assistierte, ein erster Kontakt zum Film. 1930 wurde sie Mitglied der Kommunistischen Partei Deutschlands (KPD). Nach der Machtübernahme der Nationalsozialisten unterstützte sie die Widerstandsgruppe „Rote Kapelle“ um Harro Schulze-Boysen. Während sich Fritzsche 1944 auf einer Studienreise in Italien aufhielt, wurde die Widerstandsgruppe entdeckt, einige Mitglieder verhaftet und zum Tode verurteilt. Fritzsche wurde bis zum Ende des Zweiten Weltkriegs nicht enttarnt. 1944 schloss sie an der Hochschule der Künste Berlin (HdK) ein Studium der Malerei ab.
1945/46 war Fritsche als Kabarettistin im Theater „Der Besen“ in Berlin-Pankow tätig und war zeitweise Neulehrerin im künstlerischen Bereich. 1946 besuchte sie eine Antifa-Schule in Königs Wusterhausen und kam dort mit dem damaligen Direktor der DEFA, Alfred Lindemann, in Kontakt. 1946 wurde sie nach der Zwangsvereinigung von KPD und SPD Mitglied der Sozialistischen Einheitspartei Deutschlands (SED). 
1947 ging Fritzsche als Dramaturgie-Assistentin zur Kurzfilmabteilung der DEFA. Schon ein Jahr später war sie als erste und einzige weibliche Regisseurin der frühen DEFA für die „Wochenschau“ und Dokumentarfilm in Potsdam-Babelsberg zuständig. Im Herbst 1948 erhielt sie im Rahmen einer Initiative für mehrere Aufklärungs- und Informationsfilme, die den Zweijahresplan der Volkswirtschaft propagandistisch begleiten sollten, den Auftrag für ihren ersten eigenen Film: „Die Brücke von Caputh“. Die Film von 1949 rekonstruiert in nachgestellten Szenen den Wiederaufbau der Eisenbahnbrücke von Caputh, die in den letzten Tagen des Krieges gesprengt worden war, und feiert den Wiederaufbau. Formal orientiert er sich an den experimentellen Filmen der 1920er und 30er Jahre von Walter Ruttmann und Willy Zielke.
Fritzsches zweiter Film „MAS Fritz Reuter“ schilderte 1950, wie Neu-Bauern in Ivenack in Mecklenburg landwirtschaftliche Geräte effektiv einsetzen könnten. Fritzsches ursprüngliche Planungen wurden von sowjetischen Filmschaffenden kritisiert und größtenteils nicht realisiert. Erst nach mehreren Änderungen und der Streichung zahlreicher Szenen erhielt sie die Erlaubnis zum Dreh. Fritzsches dritter Film „Haus der Kinder“ aus dem gleichen Jahr ist eine reine Dokumentation über Kinder in Berlin-Lichtenberg und erhält kaum noch inszenierte Einstellungen. Ein Angebot, einen Film über die Handelsorganisation (HO) der DDR zu drehen, lehnte Fritzsche ab, da sie künstlerisch nicht frei arbeiten könne. Danach erhielt sie keine Filmangebote mehr. Ein geplanter Spielfilm wurde nicht realisiert.
Von 1951 bis 1956 war Fritzsche Leiterin des DEFA-Synchronstudios und brachte viele sowjetische Filme in die DDR-Kinos. Anfang der 1950er Jahre war sie Mitglied der ersten großen DEFA-Delegationen, die die Filmstudios in Moskau und Leningrad besuchten. Von 1956 bis 1958 war sie freiberuflich tätig und wurde dann Intendantin des Theaters Stralsund. 1963 wechselte sie in gleicher Position an die Theater in Güstrow und später Schwerin.
1939 heiratete Fritzsche den Maler Rudolf Richter, der 1941 in Russland ums Leben kam. Später war sie mit dem Komponisten Eberhard Schmidt verheiratet.

## Filmografie
- 1949: Die Brücke von Caputh
- 1950: MAS „Fritz Reuter“
- 1950: Haus der Kinder

## Schriften (Auswahl)
- Dokumentarfilm - wirtschaftlich? In: DEFA-Blende 04/1950, Berlin 1950.
- Die Kunst der Synchronisation In: Neue Filmwelt 04/1952, Berlin 1952.